# Dibutyl phthalate
Dibutyl phthalate (DBP) là một chất làm dẻo thường được sử dụng. Nó cũng được sử dụng như một phụ gia cho chất kết dính hoặc mực in. Nó hòa tan trong các dung môi hữu cơ khác nhau, ví dụ: trong rượu, ete và benzene. DBP cũng được sử dụng như một chất chống ăn mòn. DBP cũng là một rối loạn nội tiết nhân tạo.

## Kiểm soát luật pháp

### Liên minh Châu Âu
Việc sử dụng chất này trong mỹ phẩm, kể cả sơn móng, bị cấm trong Liên minh châu Âu theo Chỉ thị 76/768 / EEC 1976.
Việc sử dụng DBP trong đồ chơi trẻ em đã bị giới hạn trong Liên minh Châu Âu từ năm 1999.
 Đánh giá rủi ro của EU đã được tiến hành trên DBP và kết quả cuối cùng đã được đăng trên Tạp chí Chính thức của EU. Để loại bỏ nguy cơ tiềm ẩn đối với các nhà máy gần khu vực chế biến và công nhân thông qua hít phải, các biện pháp được thực hiện trong khuôn khổ Chỉ thị IPPC (96/61 / EC) và Chỉ thị Tiếp cận Nghề nghiệp (98/24 / EC)  bao gồm bổ sung năm 2004.

### Hoa Kỳ
DBP đã được bổ sung vào danh sách các chất gây quái thai nghi ngờ trong Tiểu bang California 65 (1986) vào tháng 11 năm 2006. Đây là một chất gây rối loạn nội tiết đáng nghi ngờ. Nó đã được sử dụng trong một số sơn móng tay; tất cả các nhà sản xuất lớn đã bắt đầu loại bỏ hóa chất này khỏi sơn móng tay vào mùa thu năm 2006.
DBP đã bị cấm vĩnh viễn vào đồ chơi trẻ em với nồng độ 1000 ppm trở lên theo mục 108 của Đạo luật Cải thiện An toàn Sản phẩm Tiêu dùng năm 2008 (CPSIA).

## Sản xuất
DBP được tạo ra bởi phản ứng của n-butanol với anhydride phtalic. Nó được sản xuất tại Hoa Kỳ bởi Eastman Chemical Company, nhưng công ty đã thông báo vào tháng 3 năm 2011 rằng nó sẽ kết thúc sản xuất và thoát khỏi thị trường DBP và DEP (diethyl phthalate) vào tháng 12 năm 2011.

## Phơi nhiễm
Trên cơ sở các mẫu nước tiểu của những người ở các độ tuổi khác nhau, Ủy ban Khoa học Ủy ban Châu Âu về Y tế và Môi trường (SCHER) kết luận rằng tổng lượng phthalat trong dân cư nói chung là dưới ngưỡng ăn được hàng ngày (TDI), ngoại trừ trường hợp DBP cần có những nỗ lực để giảm bớt sự phơi nhiễm. 